# Bitis cornuta
Espèce
Synonymes
- Vipera cornuta Daudin, 1803
- Vipera lophophris Cuvier, 1829

Bitis cornuta est une espèce de serpents de la famille des Viperidae. 

## Répartition
Cette espèce se rencontre en Afrique du Sud et en Namibie.

## Description
Ce serpent atteint environ 30 à 50 cm, avec un maximum de 75 cm pour un spécimen vivant en captivité. Il vit dans des zones rocheuses et désertiques.

## Taxinomie
Les sous-espèces Bitis cornuta albanica et Bitis cornuta inornata ont été élevées au rang d'espèce par Branch en 1999.

## Publication originale
- Daudin, 1803 : Histoire Naturelle, Générale et Particulière des Reptiles ; Ouvrage Faisant suite à l'Histoire Naturelle Générale et Particulière, Composée par Leclerc de Buffon ; et Rédigée par C.S. Sonnini, Membre de Plusieurs Sociétés Savantes, vol. 6, Paris: F. Dufart.